# Rubén Darío Jaramillo Montoya
Rubén Darío Jaramillo Montoya (Santa Rosa de Cabal, Departamento de Risaralda, 15 de agosto de 1966) é um padre colombiano e bispo católico romano de Buenaventura.
Rubén Darío Jaramillo Montoya ordenou o Sacramento do Sumo Sacerdócio em 4 de outubro de 1992.
Em 30 de junho de 2017, o Papa Francisco o elegeu Bispo de Buenaventura. O Bispo de Pereira, Rigoberto Corredor Bermúdez, o consagrou em 29 de julho, ano do segundo bispado; Co-consagradores foram o Arcebispo de Cali, Darío de Jesús Monsalve Mejía, e o Bispo Emérito de Buenaventura, Héctor Epalza Quintero PSS.